# 사랑기

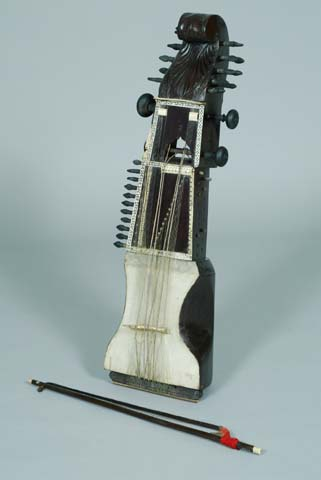
사랑기

사랑기(힌디어: सारंगी, 우르두어: سارنگی)는 인도 아대륙에서 흔히 볼 수 있는 찰현악기이자 인도 전통 음악인 힌두스탄 음악에서도 중요한 악기이다. 인도 악기 중에서는 가장 인간의 목소리에 가까운 것으로 알려져 있다.